# Permanenz (Roulette)

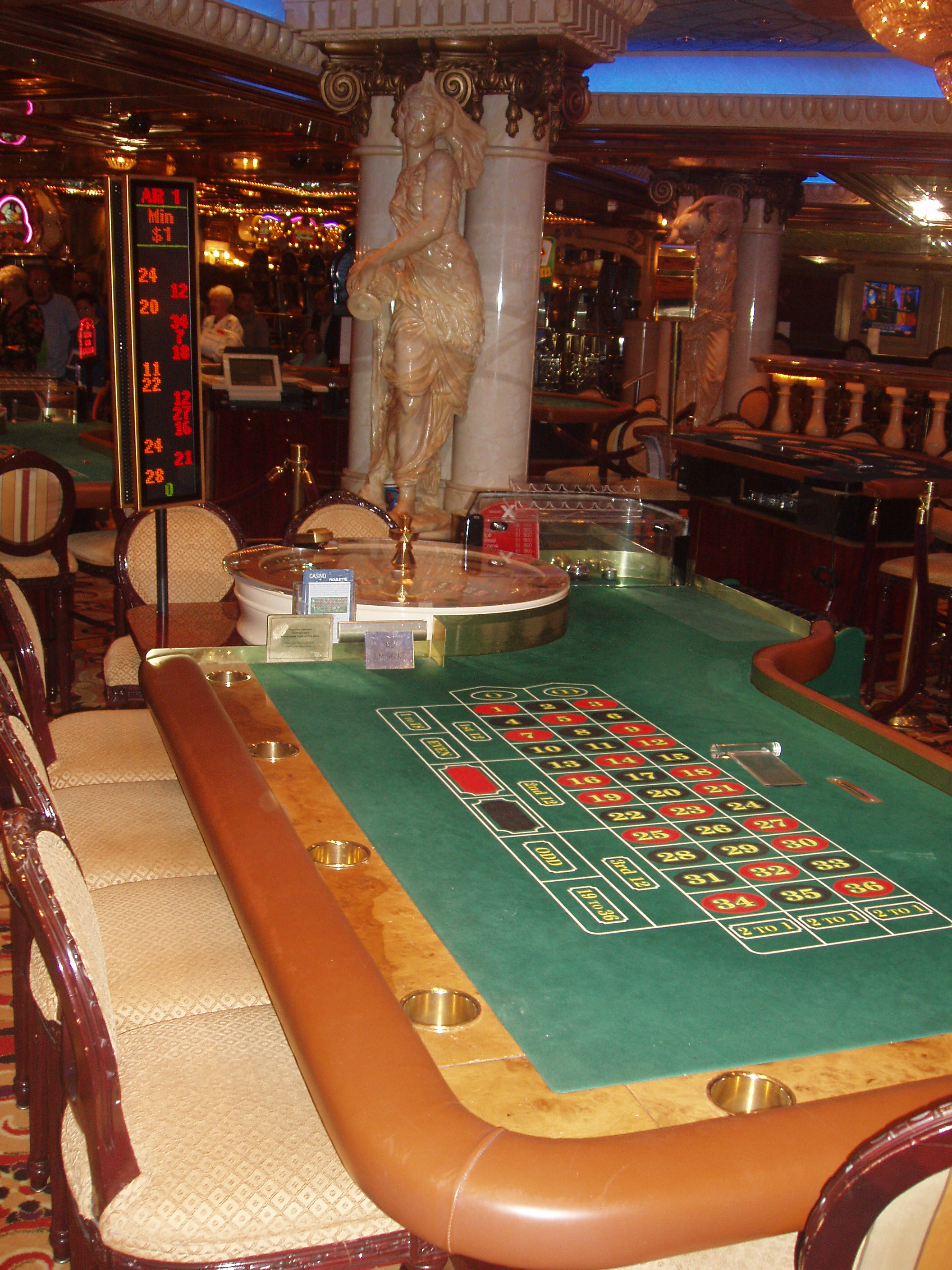
Hinten links: Elektronische Permanenzanzeige an einem Roulettetisch amerikanischen Stils

Die Permanenz (Dauerhaftigkeit, Gegenteil Impermanenz) bezeichnet beim Roulette die schriftliche oder elektronisch festgehaltene Reihenfolge der gefallenen Zahlen. Je nach Bezug auf die jeweilige feste Spielumgebung oder auf die Spielenden spricht man auch von einer Tischpermanenz oder der persönlichen Permanenz.
In einigen Casinos wird die entsprechende Dokumentation als „Permanenzheft“ oder einfacher Ausdruck zum Kauf angeboten. Spielbanken wie die in Bremen, Duisburg, Wiesbaden, Hamburg, Dortmund, Berlin oder die Saarland Spielbanken bieten Permanenzen auch kostenlos online an.
Aufgrund der Wahrscheinlichkeitsrechnung und insbesondere des Gesetzes der Unendlichkeit der Permanenz können an einem korrekt funktionierenden Roulette-Tisch aus der Permanenz keine einen Gewinn begünstigende Informationen gewonnen werden.